# 1977
- Wikisource

| Calendário gregoriano                                                        | 1977 MCMLXXVII                       |
| Ab urbe condita                                                              | 2730                                 |
| Calendário arménio                                                           | 1426 – 1427                          |
| Calendário bahá'í                                                            | 133 – 134                            |
| Calendário budista                                                           | 2521                                 |
| Calendário chinês                                                            | 4673 – 4674 Início a 18 de fevereiro |
| Calendário copta                                                             | 1693 – 1694                          |
| Calendário etíope                                                            | 1969 – 1970                          |
| Calendários hindus - Vikram Samvat - Calendário nacional indiano - Cáli Iuga | 2032 – 2033 1898 – 1899 5077 – 5078  |
| Calendário Holoceno                                                          | 11977                                |
| Calendário islâmico                                                          | 1397 – 1398                          |
| Calendário judaico                                                           | 5737 – 5738 Início a 13 de setembro  |
| Calendário persa                                                             | 1355 – 1356 Início a 21 de março     |
| Calendário rúnico                                                            | 2227                                 |
| Calendário solar tailandês                                                   | 2520                                 |

1977 (MCMLXXVII, na numeração romana) foi um ano comum do século XX que começou num sábado, segundo o calendário gregoriano. A sua letra dominical foi B. A terça-feira de Carnaval ocorreu a 22 de fevereiro e o domingo de Páscoa a 10 de abril. Segundo o horóscopo chinês, foi o ano da Serpente, começando a 18 de fevereiro.

| Evento                                                   | Data            | Hora  |
| -------------------------------------------------------- | --------------- | ----- |
| Aquário                                                  | 20 de janeiro   | 04:15 |
| Peixes                                                   | 18 de fevereiro | 18:31 |
| primavera no hemisfério norte e outono no hemisfério sul |                 |       |
| Carneiro/equinócio                                       | 20 de março     | 17:43 |
| Touro                                                    | 20 de abril     | 04:58 |
| Gémeos                                                   | 21 de maio      | 04:15 |
| verão no hemisfério norte e inverno no hemisfério Sul    |                 |       |
| Caranguejo/solstício                                     | 21 de junho     | 12:14 |
| Leão                                                     | 22 de julho     | 23:04 |
| Virgem                                                   | 23 de agosto    | 06:01 |
| Outono no Hemisfério Norte e Primavera no Hemisfério Sul |                 |       |
| Balança/equinócio                                        | 23 de setembro  | 03:30 |
| Escorpião                                                | 23 de outubro   | 12:41 |
| Sagitário                                                | 22 de novembro  | 10:07 |
| inverno no hemisfério norte e verão no hemisfério sul    |                 |       |
| Capricórnio/solstício                                    | 21 de dezembro  | 23:24 |

| UTC: Portugal Continental, Madeira, Guiné-Bissau e São Tomé e Príncipe Subtrair (-): 1 h nos Açores e Cabo Verde 2 h nas Ilhas oceânicas brasileiras 3 h em Brasília, em Goiás, na Amazônia Oriental Brasileira e no nordeste, sudeste e sul brasileiros 4 h na Amazônia Ocidental Brasileira, Mato Grosso e Mato Grosso do Sul 5 h no Acre e sudoeste do Amazonas Adicionar (+): 1 h em Angola e Guiné Equatorial 2 h em Moçambique 8 h em Macau 9 h em Timor-Leste. |
| Adicionar uma hora durante a vigência do horário de verão: Portugal Continental : De 27 de março a 25 de setembro de 1977 |

| Ano completo                   |
| ------------------------------ |
| Ano comum com início ao sábado |

## Eventos
- Janeiro - O primeiro computador doméstico all-in-one (armazenamento de teclado / tela / fita), o Commodore PET, é demonstrado na Consumer Electronics Show, em Chicago.

### Janeiro
- 6 de janeiro - A gravadora EMI lança o polêmico grupo de punk rock do Reino Unido, Sex Pistols.[1]
- 8 de janeiro - Três bombas explodem em Moscou em 37 minutos, matando sete pessoas. Os atentados são atribuídos a um grupo separatista armênio.
- 9 de janeiro:
  - A banda de rock Toto é fundada por David Paich e Jeff Porcaro em Van Nuys, Los Angeles.
  - Super Bowl XI: o Oakland Raiders venceu a National Football League, derrotando o Minnesota Vikings por 32 a 14.
- 10 de janeiro:
  - O monte Nyiragongo entra em erupção no leste do Zaire (agora República Democrática do Congo).
  - Os primeiros computadores da série Apple II são postos à venda.
- 15 de janeiro - O voo 618 da companhia aérea sueca Linjeflyg despenha-se na área de Kälvesta, em Estocolmo, matando todos as 22 pessoas a bordo.[2]
- 20 de janeiro - Jimmy Carter toma posse como o 39.º Presidente dos Estados Unidos

### Fevereiro
- 6 de fevereiro - Jubileu de Prata de Isabel II do Reino Unido, comemorando os 25 anos de Isabel no trono britânico.
- 11 de fevereiro - Mengistu Haile Mariam assume o poder na Etiópia, apoiado pela URSS, após o derrube do imperador Haile Selassie.
- 18 de fevereiro - Primeiro voo de teste do ônibus espacial Enterprise, acoplado ao Space Carrier Shuttle Aircraft, um Boeing 747.

### Março
- 4 de março - Sismo de Vrancea em Vrancea, Romênia, mata 1 500 pessoas.
- 10 de março - Descoberta dos anéis de Urano.
- 27 de março - Desastre aéreo em Tenerife, nas ilhas Canárias, maior da história até essa data, provoca 583 mortos.

### Abril

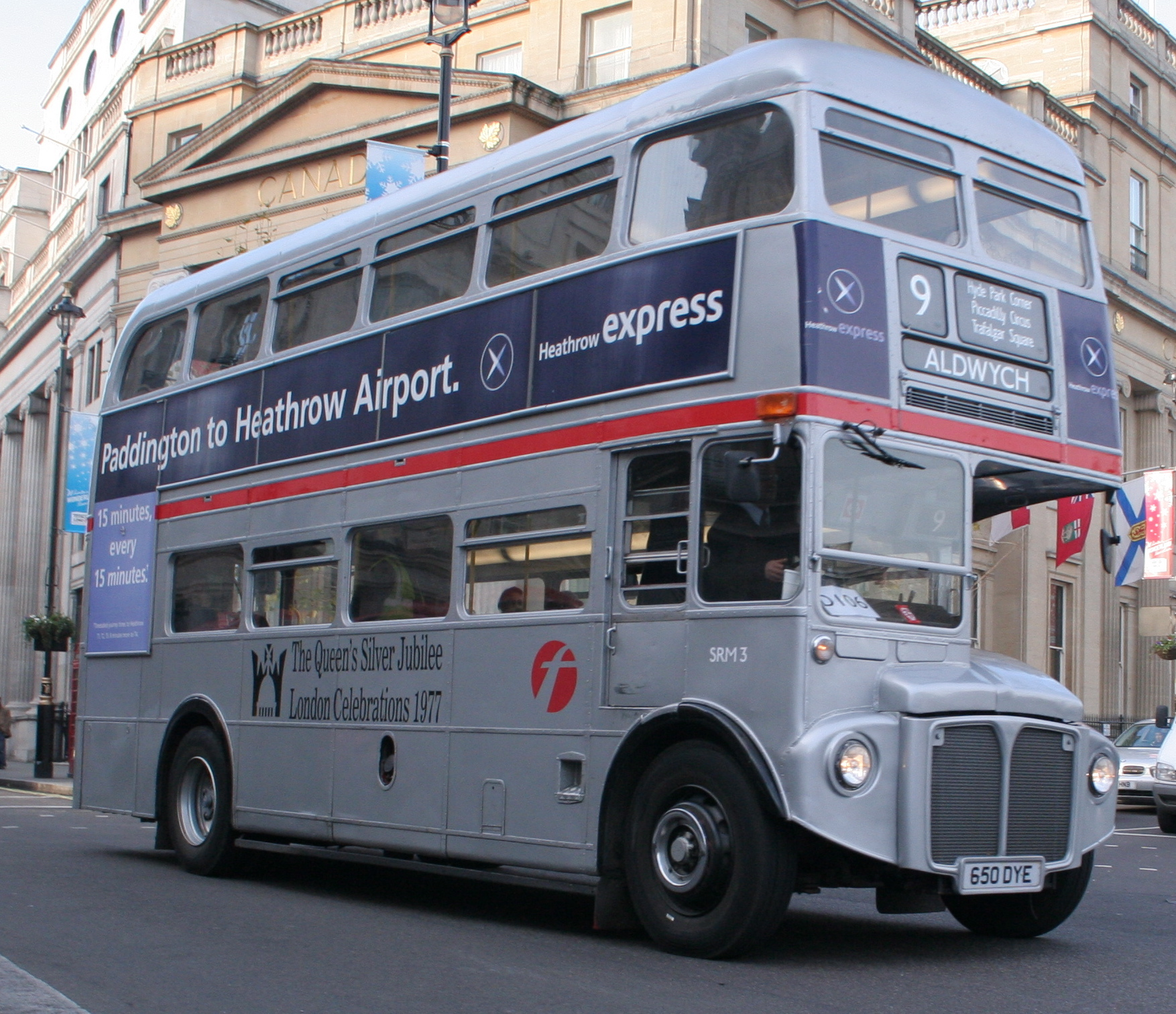
11 de abril: Jubileu de Prata no Reino Unido (25 ônibus vermelhos pintados de prata)

- 11 de abril - Lançamento dos ônibus AEC Routemaster da London Transport, em comemoração do Jubileu de Prata de Isabel II.
- 13 de abril - Ditadura militar brasileira: o Pacote de Abril foi um conjunto de leis outorgado pelo Presidente do Brasil, Ernesto Geisel, que dentre outras medidas fechou temporariamente o Congresso Nacional.

### Maio
- 7 de maio - Fundação da Academia Chinesa de Ciências Sociais, por iniciativa de Deng Xiaoping.
- 16 de maio - Iniciam-se as transmissões da primeira telenovela brasileira no canal de televisão português RTP: Gabriela.
- 25 de maio - Lançamento do filme Star Wars, dirigido por George Lucas, que se tornaria o filme de maior bilheteria de todos os tempos.

### Junho
- 27 de junho - Independência do Djibouti.

### Julho
- 13 de julho - Apagão em Nova Iorque causa ondas de saques, incêndios criminosos e assaltos a mão armada, especialmente nos bairros negros empobrecidos. Mais de quatro mil pessoas são presas.

### Agosto

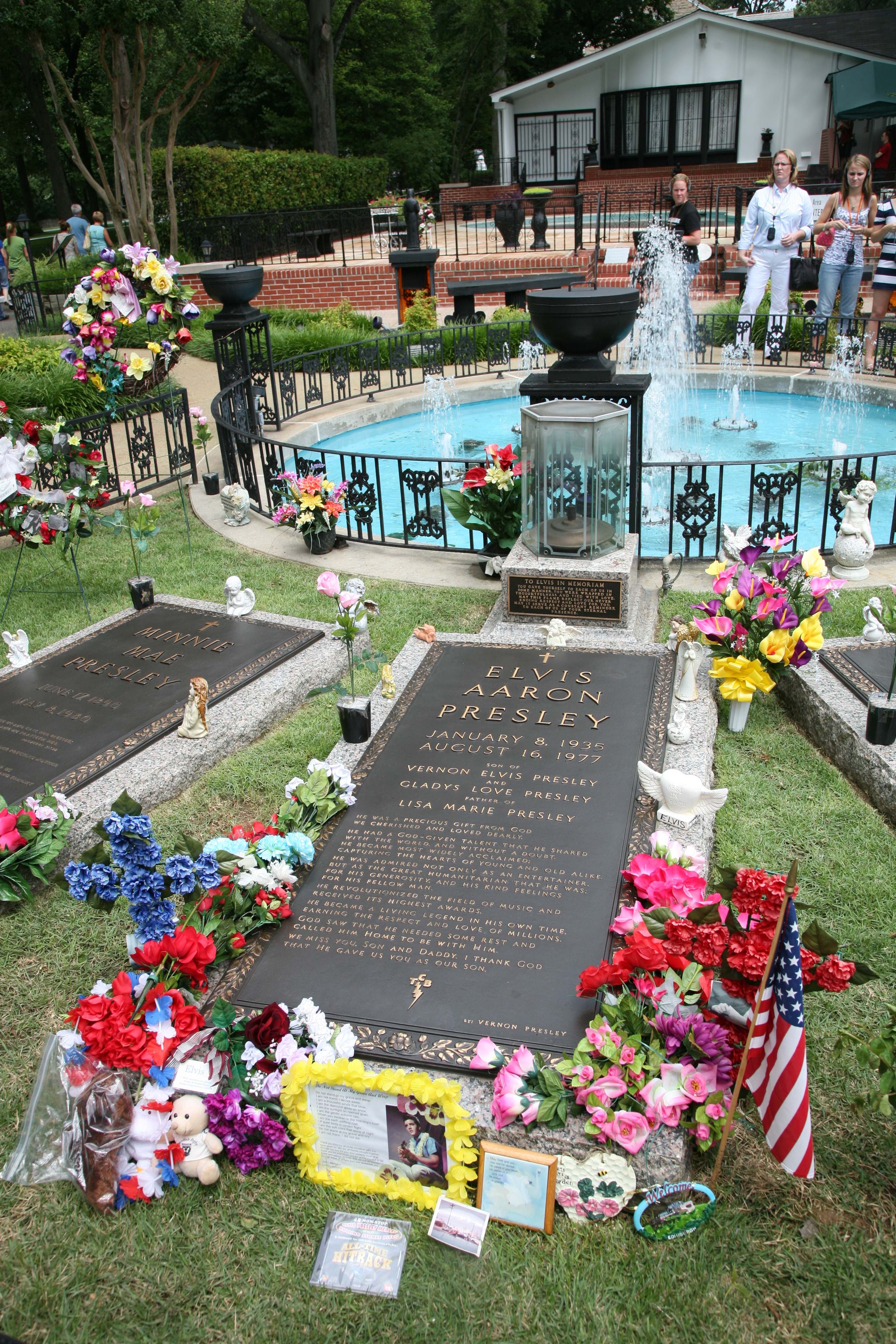
16 de agosto: morte de Elvis Presley; no seu funeral em Memphis participaram 75000 fãs

- 16 de agosto - Elvis Presley, o "rei do rock and roll", morre em sua casa em Graceland aos 42 anos. 75 000 fãs percorrem as ruas de Memphis para seu funeral, que ocorreu dois dias depois.

### Setembro
- 5 de setembro - Programa Voyager: lançamento do Voyager 1.

### Outubro
- 7 de outubro - Pelé joga seu último jogo de futebol profissional pelo New York Cosmos.
- 11 de outubro - Criação do estado brasileiro de Mato Grosso do Sul.

## Nascimentos
- 2 de fevereiro - Shakira.
- 15 de janeiro - Giorgia Meloni, política italiana.
- 19 de janeiro - Bart, o Urso, urso ator americano (m. 2000).
- 7 de outubro - Pitty, cantora e compositora brasileira.

## Mortes
- 14 de janeiro - Anthony Eden, primeiro-ministro do Reino Unido de 1955 a 1957 (n. 1897).
- 10 de maio - Joan Crawford atriz norte-americana (n. 1904).
- 25 de julho - David Toro Ruilova, presidente da Bolívia de 1936 a 1937 (n. 1898).
- 3 de agosto - Makarios III, presidente de Chipre de 1960 a 1974 e de 1974 a 1977 (n. 1913).
- 16 de agosto - Elvis Presley, cantor e compositor norte-americano (n. 1935).
- 21 de agosto - Danny Lockin, ator e dançarino norte-americano (n. 1943).
- 13 de setembro - Leopold Stokowski, foi um famoso regente orquestral (maestro) britânico (n. 1882).
- 16 de setembro - Maria Callas, cantora grega (n. 1923).
- 3 de dezembro - Roland Caillaux, ator, artista e pintor francês (n. 1905).
- 9 de dezembro - Clarice Lispector, escritora ucraniano-brasileira (n. 1920).
- 25 de dezembro - Charlie Chaplin, ator, diretor, roteirista, cantor e dançarino, um dos atores mais famosos do período conhecido como Era de Ouro (n. 1889).

## Prêmio Nobel
- Física - Philip Warren Anderson, Nevill Francis Mott, John Hasbrouck Van Vleck.[3]
- Química - Ilya Prigogine.[4]
- Medicina - Roger Guillemin,Andrew V. Schally, Rosalyn Yalow.[5]
- Nobel de Literatura|Literatura - Vicente Aleixandre.[6]
- Paz - Amnistia Internacional.[7]
- Economia - Bertil Ohlin e James E. Meade.[8]

20 de janeiro: Jimmy Carter, 39.º Presidente dos Estados Unidos

## Epacta e idade da Lua
| Epacta gregoriana | 12 (XII) |
| Idade da Lua      | Letra n  |

## Por tema
- 1977 na arte
- 1977 no Brasil
- 1977 no carnaval
- 1977 na ciência
- 1977 no cinema
- Desastres em 1977
- 1977 no desporto
- Divisões administrativas em 1977
- 1977 no jornalismo
- 1977 na literatura
- 1977 na música
- 1977 na política
- 1977 na rádio
- 1977 no teatro
- 1977 na televisão